# اچ‌ام‌اس اچ۶
اچ‌ام‌اس اچ۶ (به انگلیسی: HMS H6) یک زیردریایی بود که طول آن ۱۵۰ فوت ۳ اینچ (۴۵٫۸۰ متر) بود. این زیردریایی در سال ۱۹۱۵ ساخته شد.